# Corinnomma
Corinnomma is een geslacht van spinnen uit de familie van de loopspinnen (Corinnidae).

## Soorten
- Corinnomma afghanicum Roewer, 1962
- Corinnomma albobarbatum Simon, 1897
- Corinnomma comulatum Thorell, 1891
- Corinnomma javanum Simon, 1905
- Corinnomma lawrencei Haddad, 2006
- Corinnomma moerens Thorell, 1890
- Corinnomma olivaceum Simon, 1896
- Corinnomma plumosa (Thorell, 1881)
- Corinnomma rapax Deeleman-Reinhold, 1993
- Corinnomma rufofuscum Reimoser, 1934
- Corinnomma semiglabrum (Simon, 1896)
- Corinnomma severum (Thorell, 1877)
- Corinnomma suaverubens Simon, 1896
- Corinnomma thorelli Simon, 1905